# 常総市立水海道中学校

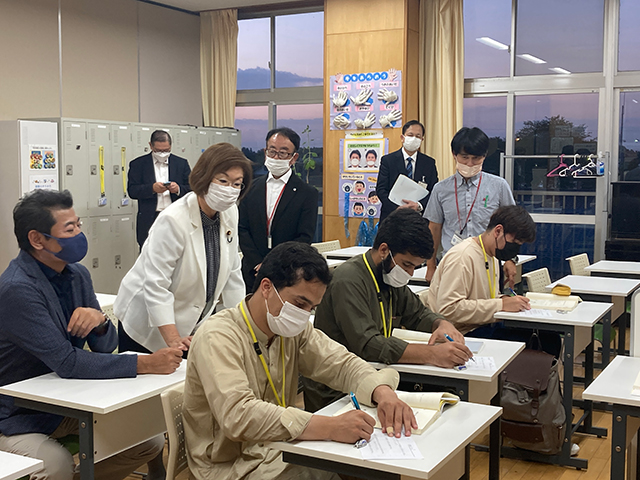
当校の夜間学級を視察する永岡桂子文部科学大臣（当時）（2022年9月16日）

常総市立水海道中学校（じょうそうしりつ みつかいどうちゅうがっこう）は、茨城県常総市小山戸町に所在する公立中学校。通称は海中（かいちゅう）。夜間学級を併設する。

## 沿革
1961年4月、1947年の学制改革を受けて開校した水海道中学校と大生中学校を統合し、新制の水海道中学校として開校した。
2020年4月には、茨城県内では初となる夜間学級（いわゆる夜間中学）を開設した。全国では34か所目。しかし授業開始は新型コロナウイルスの感染拡大を受けて先延ばしされ、1か月半後の6月より開始された。

### 年表
- 1961年（昭和36年）4月1日 - 旧・水海道中学校および大生中学校を統合し、新制の「水海道市立水海道中学校」として開校[2][3]。
- 1964年（昭和39年）
  - 3月 - 新校舎建設工事が完了[3][6]。4月より新校舎で授業開始[6]。
  - 6月6日 - 竣工式を開催[7]。同日を創立記念日に制定[3]。
- 1968年（昭和43年）7月 - プールを落成[3]。
- 1972年（昭和47年）3月 - 体育館を落成[3]。
- 1974年（昭和49年） - 開校10周年を記念し、記念式典開催（11月2日）、記念誌発行などを実施[8]。
- 1975年（昭和50年）1月 - 「若い力」像を設置[3]。
- 1985年（昭和60年）3月 - 校歌碑を設置[3]。
- 1990年（平成2年）3月29日 - 柔剣道場を落成[9]。
- 1993年（平成5年） - 技術棟を落成[10][1]。コンピュータ教室を設置[11]。
- 2003年（平成15年） - 新校舎を落成[3]。
- 2015年（平成27年）9月10日 - 関東東北豪雨により校舎が浸水。同月17日まで休校する[12]。
- 2020年（令和2年）4月 - 夜間学級（夜間中学）を開設[4]。
- 2025年（令和7年）4月1日 - 鬼怒中学校を統合[13]。

## 部活動
2024年度時点で設置している部活動は以下のとおりである。

### 運動部
- 野球部
- サッカー部
- ソフトテニス部
- 男子ハンドボール部
- 女子ハンドボール部
- 男子バスケットボール部
- 女子バスケットボール部
- バレーボール部
- 卓球部
- 剣道部

### 文化部
- 吹奏楽部
- 美術部

## 学区
- 水海道高野町、水海道天満町、水海道亀岡町、水海道本町、水海道元町、水海道栄町、水海道宝町、水海道諏訪町、水海道橋本町、水海道渕頭町、水海道森下町、水海道山田町、水海道川又町、小山戸町、相野谷町、中山町、平町、十花町、東町、大崎町、箕輪町、兵町、長助町、新井木町[15]

## 進学前小学校
- 常総市立水海道小学校
- 常総市立大生小学校

出典：

## 交通アクセス
- 関東鉄道常総線 北水海道駅下車、徒歩12分。

## 著名な出身者
- 高杉徹 - 政治家[16]
- 羽田美智子 - 女優・実業家[17]